# Wadym Slywtschenko
Wadym Mykolajowytsch Slywtschenko (ukrainisch Вадим Миколайович Сливченко; * 28. März 1970 in Charkiw, Ukrainische SSR) ist ein ehemaliger ukrainischer Eishockeyspieler, der auf der Position des rechten Flügelstürmers spielte. In der Deutschen Eishockey Liga lief er für die Schwenninger Wild Wings, Frankfurt Lions, Wölfe Freiburg sowie die Krefeld Pinguine auf.

## Karriere
Slywtschenko begann seine Profilaufbahn in seinem Heimatland beim HK Sokol Kiew, für den er in der Saison 1992/93 zwei Begegnungen in der Internationalen Hockey-Liga absolvierte und vier Punkte erzielte, ehe er im Verlauf derselben Saison nach Nordamerika ging, für die Chatham Wheels in der Colonial Hockey League und die Greensboro Monarchs in der East Coast Hockey League spielte. Von 1993 bis 1995 stand er für die Wheeling Thunderbirds auf dem Eis. Während dieser Zeit wurde Slywtschenko in der Saison 1994/95 als bester Spieler der regulären Saison als ECHL Most Valuable Player ausgezeichnet. Im Anschluss folgte ein Engagement bei den Houston Aeros in der International Hockey League, bevor der Angreifer sich zur Rückkehr nach Europa entschloss und zur Saison 1996/97 einen Kontrakt beim CE Wien erhielt, für den er in den folgenden drei Jahren in der österreichischen Bundesliga aktiv war und mit der Mannschaft während dieser Zeit auch an der European Hockey League und der Alpenliga teilnahm.
In der Saison 1999/2000 ging Slywtschenko für Färjestad BK in der Elitserien, Hammarby IF in der Allsvenskan und die Wheeling Nailers in der ECHL aufs Eis. Sein kurzer Abstecher nach Wheeling endete nach neun Spielen, bevor der Ukrainer zur folgenden Saison zu den Schwenninger Wild Wings in die Deutsche Eishockey Liga wechselte. Nach einer Saison bei den Schwenningern, in der Slywtschenko mit 53 Punkten aus 51 Spielen bester Scorer des Teams war, nahm er ein Angebot des Ligakonkurrenten Frankfurt Lions an. Diesen verließ er nach einer wiederum guten Spielzeit, um nach Villingen-Schwenningen zu den Wild Wings zurückzukehren. Nach einer sportlich erfolglosen Spielzeit, in der die Mannschaft den letzten Tabellenplatz belegte, folgte im Anschluss ein weiteres Engagement innerhalb der DEL und der Angreifer entschied sich zu einem Wechsel zu den Wölfe Freiburg. Auch mit diesen schaffte er den Ligaerhalt nicht und wechselte nach einer Saison erneut den Arbeitgeber, indem er bei den Krefeld Pinguine einen Kontrakt unterschrieb. Nach einer Saison nahm er ein Angebot des ETC Crimmitschau an, für den er von 2005 bis 2007 aufs Eis ging. In der Saison 2007/08 spielte Slywtschenko abermals für die Wheeling Nailers in der ECHL, bevor er im Anschluss an diese Spielzeit seine Karriere beendete.
Neben seiner Tätigkeit als Eishockeyspieler war Slywtschenko auch als Inlinehockeyspieler in der professionellen Liga Roller Hockey International aktiv. In dieser ging er 1994 für die Portland Rage aufs Eis und von 1995 bis 1997 auch für die Sacramento River Rats.

### International
Wadym Slywtschenko vertrat die ukrainische Eishockeynationalmannschaft bei den Weltmeisterschaften 1999 und 2001 sowie bei den Olympischen Winterspielen 2002 in Salt Lake City.

## Erfolge und Auszeichnungen
- 1995 ECHL Most Valuable Player
- 1995 ECHL First All-Star Team